# パックインジャーナル
愛川欽也 パックインジャーナル（あいかわきんや パックインジャーナル）は、専門チャンネルの朝日ニュースターで放送されていたニュースを扱う討論番組。司会は愛川欽也。2014年6月、愛川が運営するインターネット動画サイトで再開。
初回放送は毎週土曜日の11:00～13:00。リピート放送されている。原則初回放送は生放送になっているが、年末年始に放送される同番組の特別番組に限っては事前収録での放送になる場合もある（朝日ニュースター時代）。
なお、番組タイトルはかつて愛川自身がパーソナリティを務めていたTBSラジオの深夜放送『パックインミュージック』に由来しており、オープニングテーマ曲も同番組と同じ「Route66」を使用している。また愛川は番組進行中、たまに番組タイトルをパックインミュージックと言い間違えることがある。

## 概要
- 愛川欽也の進行で、毎週5名前後のジャーナリスト・評論家・作家・大学教授・弁護士などのコメンテーターが出演し、主に政治・社会分野の時事問題について、地上波のニュースではあまり詳しく扱われない内容なども含めて議論・主張を展開している。
- コメンテーターの多くが反権力的なスタンスの持ち主であるため、地上波の番組では発言を制約されているらしく、「これは地上波では言えないことだけど」「こんなことをこの番組で言ってもいいんですか」といった言葉がたびたび出てくる。
- 1998年8月に放送開始。その後2004年3月からは、Yahoo! JAPANで番組一部の動画配信を開始。2008年2月16日放送分で放送回数500回を迎えた。
- 討論を始める前に、毎回5つ程度の番組で扱うニュース項目を掲げて、それらのニュース項目について朝日新聞の記事を簡単に紹介してから討論が進められる。ただ各項目について、番組中で取り上げる時間の割振りは特に決まっていないため、時間の都合で予定されていた項目の一部が討論出来ないことが時々見られる。
- 番組開始当初は、ニュース項目の討論に入る前に、コメンテータ紹介を兼ねて各コメンテータがその週の出来事などに関連したコメントをするコーナーが存在したが、このコーナーだけで30分以上を費やすこともしばしばであったためか、のちに消滅した。
- 築地の朝日新聞東京本社内にある朝日ニュースターのスタジオから放送されていたが、2006年10月の朝日ニュースターを放送する株式会社衛星チャンネルの本社・演奏所が原宿BS朝日本社ビル「:BS（コロンブス）」に移転した事に伴い、その後は同ビルの公開サテライトスタジオ「ガレリア」から放送されている。
- レギュラー放送以外にも、国政選挙投票日深夜に「愛川欽也パックイン総選挙」などと題して開票特別番組を放送する場合がある。
- 滅多に三面記事はあつかわないのも大きな特長である。
- かつては、金美齢や潮匡人など保守系論客が出演することもあった。
- 番組冒頭で田岡俊次の台湾人発言で金美齢（当時は台湾国籍）が怒り、番組中険悪なムードのまま番組が進行したことがあった。
- 2009年度のビデオリサーチ｢機械式CS専門チャンネル接触率共同調査｣において､男性40代の接触率が､同時間帯で年間1位になった（愛川欽也公式HPより）。
- 朝日ニュースターが2012年4月よりテレビ朝日のニュースチャンネルに変更することに伴い、当番組が2012年3月をもって終了することが愛川のホームページより発表された。
- 2012年3月31日放送分の3時間スペシャルを以って放送回数716回となり番組は終了した。4月以降は放送を行わないため最終回の再放送も当日夜の1回のみとなった（3月31日の22時で法人としての「朝日ニュースター」での放送が終了となるため、その最終番組でもある）。番組存続を一時は諦めた愛川であったが、視聴者からの放送継続を求める意見に押され、数人の出演者の奔走や愛川の友人の協力により、4月7日からインターネット動画サイトkinkin.tvのコンテンツ「パックインニュース」として再出発した。愛川が夫人のうつみ宮土理と共同で運営する小規模劇場「キンケロ・シアター」をスタジオとして使用している。
- 「パックインニュース」は2013年3月30日配信をもって配信が終了。愛川以外の出演者が中心となった討論ネットテレビ番組「デモクラTV」に移譲することになった。これは愛川が自らのサイト「kinkin.tv」のトップページで、「2013年から僕（愛川）の本業である俳優業（映画・演劇）を中心としたエンターテインメント専門のネット放送にすることにしました。これは僕の年齢（78歳=当時）との関係もあります」としている。
- 以降、愛川は「パックイン」を冠したトーク番組を配信していたが、2014年6月に討論番組「愛川欽也パックインジャーナル」として復活した。生配信時間は朝日ニュースター時代と同じ。しかし、2015年3月28日付の配信で「風邪をひき、大事を取って」という理由で欠席、4月3日も休演し、この間はアシスタントを務めた任漢香（劇団・キンキン塾）がメイン司会を務めた。しかし4月6日に諸事情を理由にkinkin.tvの配信終了が決定、愛川も4月15日に死去したため、この4月3日付のものが最後の配信（愛川は3月21日配信が最期の出演）となった。

## 出演者

### 司会
- 愛川欽也

### アシスタント

#### 朝日ニュースター時代
- 中野千英（初代･現在はオーストラリア在住）
- 五嶋りさ（〜2007年3月）
- 富岡美帆（2007年4月〜2012年3月）

#### kinkin.tv時代
- 木村なおみ（2012年4月〜2013年3月）

### レギュラーコメンテーター
- 横尾和博（社会評論家、番組構成も担当）

### 準レギュラーコメンテーター
- 田岡俊次（朝日ニュースターコメンテーター）
- 山田厚史（朝日新聞編集委員）
- 川村晃司（テレビ朝日コメンテーター）
- 二木啓孝（ジャーナリスト、日本BS放送取締役）

※原則的に田岡、山田のどちらか、および川村、二木のどちらかが隔週で出演

### ゲストコメンテーター
- 荻原博子（経済ジャーナリスト）
- 落合恵子（作家）
- 藤波心（タレント）
- 加藤寛（経済学者）
- 金子勝（慶應義塾大学教授）
- 木元教子（評論家）
- 紺谷典子（エコノミスト）
- 重信メイ（ジャーナリスト）
- 下村満子（ジャーナリスト）
- 山口一臣（週刊朝日編集長）
- 首藤信彦（東海大学教授、元民主党衆議院議員）
- 田畑光永（神奈川大学教授、ジャーナリスト）
- 樋口恵子（東京家政大学名誉教授、評論家）
- 秀島一生（航空評論家［航空ジャーナリスト］［拓殖大学客員教授］
- 福島瑞穂（社民党参議院議員）
- 藤井裕久（元民主党衆議院議員）
- 升味佐江子（弁護士）
- 原麻里子（社会人類学者、元テレビ朝日アナウンサー）
- 三反園訓（テレビ朝日コメンテーター）
- 森永卓郎（経済アナリスト）
- 八幡和郎（徳島文理大学教授）
- 山本拓（自民党衆議院議員）
- 葉千栄（東海大学教授・ジャーナリスト）
- 吉岡忍（ノンフィクション作家）
- 山口義行（立教大学教授）
- 内田誠（ジャーナリスト）
- 吉永みち子（ノンフィクション作家）
- 長妻昭（立憲民主党衆議院議員）
- 大槻奈那（UBS証券）

ほか

## 放送時間

### kinkin.tv時代
- 初回放送
  - 土曜日 11:00～13:00
- リピート放送
  - 日～金曜日 11:00～13:00、毎日 23:00～1:00

### 朝日ニュースター時代
- 初回放送
  - 土曜日 11:00～13:00
- リピート放送
  - 土曜日 19:00～21:00／25:00～27:00、日曜日 14:00～16:00、月曜日 21:00〜23:00、水曜日 14:05～15:55／26:05～27:55

## 備考
- この番組の前身として1997年に東京MXテレビで日曜夜に放送されていた長時間ワイド「愛川欽也サンデーPM」の、22:20～23:45まで放送されていたコーナーを受け継いだと見られる（さらにその源流はテレビ朝日系で、かつて平日のお昼に生放送されていた「キンキンのとことん好奇心」の一コーナー企画と見られる。その頃から共演しているコメンテーターも数多い）。
- J:COMは一時期朝日ニュースターの再送信を打ち切っていたが、加入者から「パックインジャーナル」が見られないとの苦情が相次いで再送信再開に至ったと、愛川欽也は知人の話として紹介している。また愛川は番組中しばしば、朝日ニュースターが映らないケーブルテレビ局には要望してほしいと呼びかけることがある。
- 2010年2月27日初回放送分は､中目黒に前年開館した｢キンケロシアター｣から非公開収録形式で放送した（今回はJ:COMの協力で前日2月26日夕方に収録した（番組中にも同文の｢お断りテロップ｣を数回挿入した）。